# (6320) Bremen
(6320) Bremen  es un asteroide del cinturón principal perteneciente al cinturón de asteroides, región del sistema solar que se encuentra entre las órbitas de Marte y Júpiter.
Fue descubierto el 15 de enero de 1991 por Freimut Börngen desde el Observatorio Karl Schwarzschild en Tautenburg, Alemania.

## Designación y nombre
Designado provisionalmente como 1991 AL3 fue nombrado en honor de la ciudad alemana de Bremen.

## Características orbitales
(6320) Bremen está situado a una distancia media del Sol de 2,442 ua, pudiendo alejarse hasta 2,866 ua y acercarse hasta 2,017 ua. Su excentricidad es 0,174 y la inclinación orbital 2,324 grados. Emplea 1393,48 días en completar una órbita alrededor del Sol.
Pertenece a la familia de asteroides de (135) Hertha

## Características físicas
La magnitud absoluta de (6320) Bremen es 13,95. Tiene 10,133 km de diámetro y su albedo se estima en 0,090.